# رودولفو كومبريفيسيوس
رودولفو كومبريفيسيوس (مواليد 13 يوليو 1981)، والمعروف أحيانًا باسم أليماو، هو لاعب كرة قدم برازيلي محترف سابق لعب كمهاجم.

## حياته المهنية
خاض كومبريفيسيوس تجربة مع نادي مولدي النرويجي في يوليو 2004.
ألمانيا
وصل رودولفو إلى نادي أولدنبورج في 9 يوليو 2005، وسجل ثلاثة أهداف خلال أول مباراة ودية له بين فريقي أولدنبورج للكبار والشباب في المهرجان الصيفي، لكنه غاب عن الملاعب بسبب إصابة في الورك في أكتوبر من ذلك العام، واضطر إلى المغادرة بعد شهر بعد أن رأى أن والده كان مريضًا بشكل خطير.
ليتوانيا
أثناء مشاركته في معسكر تدريب نادي فيلنيوس عام 2007 في تركيا، اعتبر البرازيلي أن دوري الدرجة الأولى دوري قوي جدًا، ولكن تم مهاجمته من قبل مدرب نادي كاوناس أنجيل تشيرفينكوف في يونيو من ذلك العام، وتم تغريمه. ومع ذلك، تم حل نادي فيلنيوس المحتضر في النهاية وتوقف عن الوجود بحلول عام 2008.
الكويت
وبينما كان كومبريفيسيوس يستعد للانتقال إلى نادي الساحل في أغسطس/آب 2007، عُرضت عليه إمكانية إضافة عام آخر إلى عقده في نهاية الموسم، لكنه قرر تأجيل الفرصة لمراجعة العروض الأخرى.
الصين
تم منحه صفقة في جيانغسو سونينغ في منتصف موسم 2009، حل اللاعب البالغ من العمر 28 عامًا آنذاك محل كيو إن شنغ خارج أرضه في شنغهاي شينهوا. واستمع إلى نصيحة الجماهير بمنحه المزيد من وقت اللعب، حيث بدأه بي اي آي اي أنت فقط حيث احتفظ جيانغسو بـ كينغداو جونون بنتيجة 0-0 لكنه لم يتمكن من تسجيل أي تسديدة طوال الشوط الأول، واستمر في الظهور أربع مرات أخرى دون هدف.
مالطا
تم الكشف عنه باعتباره أحد إضافات بيركيركارا لعام 2011، صرح الرجل المستهدف أن كرة القدم المالطية بحاجة إلى تحسين الإدارة وجودة الملاعب. ظهر لأول مرة خلال فوز سترايبس 1-0 على فيتوريوسا ستارز، وتم عرضه على الباب إلى جانب ثلاثة لاعبين أجانب آخرين مع بدء الصيف.

## الحياة الشخصية
جده من الريف، وهو قادر على التحدث بعبارات أساسية باللغة الليتوانية.